# Hector Chainaye
Hector Chainaye (Liège le 14 avril 1865 - Ixelles, le 4 septembre 1913 est un écrivain belge d'expression française et un militant wallon.

## Biographie
Il participe à l'école symbolique, par ses contributions à la revue La Jeune Belgique où il écrit des contes qui seront rassemblés en 1890 sous le titre L'âme des choses. Il est également un collaborateur régulier de la revue symboliste La Wallonie fondée par Albert Mockel.
Militant wallon de premier plan au début du mouvement wallon, il participe au Congrès Wallon de 1905 à Liège; le plus important de l'aube de l'Histoire du mouvement wallon: il y fait voter des résolutions en faveur de l'instruction obligatoire, une autre contre le détournement des express internationaux des villes de Liège et Verviers, une troisième en faveur de l'enseignement de l'histoire de la Wallonie dans les écoles publiques. Il assume également l'organisation du Congrès wallon de 1906 à Bruxelles.
Lors des élections législatives de 1910, il conduisit la première liste wallonne dans les annales électorales belges. Elle était intitulée Ligue wallonne bruxelloise antiflamingante. Il prône des objectifs progressistes: instruction obligatoire, pensions ouvrières, libre choix de l'école par le père de famille, égalité et allègement des charges militaires, unification des lois électorales. La liste obtient 4.148 voix, résultat modeste mais non négligeable qu'il y aurait lieu de multiplier trois ou quatre aujourd'hui (vote des femmes, augmentation du corps électoral bruxellois...). 
En 1911, il organise une série de meetings antiflamingants qui débutent le  29 janvier à Liège, et se terminent le 17 avril à Bruxelles le 17 avril après avoir visité Namur (19 février), Charleroi (le 19 mars); Tournai le 2 avril, Mons le 9 avril. Il fonde alors la lutte wallonne que l'Encyclopédie du Mouvement wallon juge d'une bonne tenue en son tome I, p. 254. La mort vient le frapper en plein combat. Hector Chainaye avait été aussi le premier à suggérer la constitution du groupe parlementaire wallon.
Un monument lui est élevé au cimetière d'Ixelles par une série d'associations wallonnes et de défense de la langue française qu'il avait réussi à faire communiquer et qui est inauguré le 27 septembre 1925. La ville de Liège donne aussi son nom à une rue de Droixhe.